# Eduardo Núñez
Eduardo Michelle Núñez Méndez (ur. 15 czerwca 1987) – dominikański baseballista występujący głównie na pozycji trzeciobazowego i łącznika w Boston Red Sox.

## Przebieg kariery

### New York Yankees
W lutym 2004 podpisał kontrakt jako wolny agent z New York Yankees. Zawodową karierę rozpoczął w 2005 roku w Staten Island Yankees (poziom Class A-Short Season), następnie w 2006 i 2007 grał w Charlestown RiverDogs (Class A) oraz w Tampa Yankees (Class A-Advanced). Sezon 2008 spędził w Tampa Yankees. W 2009 występował w Trenton Thunder (Double-A), gdzie rozegrał 123 mecze, w których uzyskał średnią 0,322.
Sezon 2010 rozpoczął od występów w Scranton/Wilkes-Barre Yankees (Triple-A), a 19 sierpnia 2010 został powołany do 40-osobowego składu New York Yankees i tego samego dnia zadebiutował w Major League Baseball w meczu przeciwko Detroit Tigers jako pinch hitter. Dwa dni później w spotkaniu ze Seattle Mariners zaliczył pierwsze uderzenie w MLB (RBI single). 28 sierpnia 2010 w meczu z Chicago White Sox zdobył pierwszego home runa w MLB. W latach 2011–2013 występował głównie zastępując Dereka Jetera lub Aleksa Rodrigueza.

### Minnesota Twins
W kwietniu 2014 w ramach wymiany zawodników przeszedł do Minnesota Twins. Sezon 2014 rozpoczął od występów w Rochester Red Wings (Triple-A), a w MLB wystąpił ponownie 17 kwietnia w drugim meczu doubleheader przeciwko Toronto Blue Jays, w którym zaliczył single'a. Dzień później powrócił do Rochester, a ponowne powołanie do składu Twins otrzymał 8 maja. W 2015 grał na czterech pozycjach. W lipcu 2016, do przerwy spowodowanej Meczem Gwiazd, zanotował średnią 0,313, zdobył 11 home runów, zaliczył 34 RBI i został po raz pierwszy powołany do AL All-Star Team.

### San Francisco Giants
28 lipca 2016 w ramach wymiany zawodników przeszedł do San Francisco Giants.

### Boston Red Sox
26 lipca 2017 w ramach wymiany zawodników przeszedł do Boston Red Sox. Cztery dni później w meczu przeciwko Kansas City Royals zdobył dwa home runy i dające zwycięstwo RBI single w drugiej połowie dziesiątej zmiany. 18 lutego 2018 podpisał nowy roczny z opcją przedłużenia o rok kontrakt z Red Sox.

## Nagrody i wyróżnienia
| Nagroda/wyróżnienie      | Lata | Źródło |
| All-Star                 | 2016 | [ 8 ]  |
| Zwycięzca w World Series | 2018 | [ 11 ] |